# Valkirii

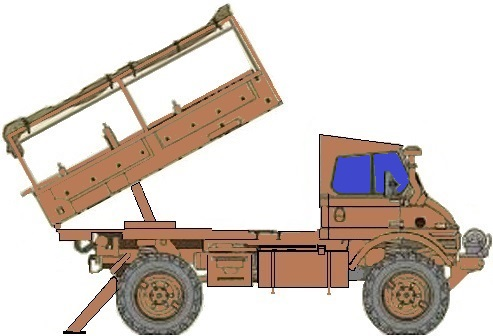
Valkirii auf Unimog-Basis

Valkirii (Afrikaans: Walküre) ist ein südafrikanischer Mehrfachraketenwerfer im Kaliber 127 mm.

## Geschichte
Ende der 1970er-Jahre mussten die südafrikanischen Militärs (SADF) auf die vorhandene Bedrohung durch Raketenwerfer sowjetischer Bauart wie den BM-21 reagieren. Das Ergebnis war die „Valkirii“. Bereits 1982 erfolgte der erste Einsatz des Systems an der Grenze zu Angola.

## Technik

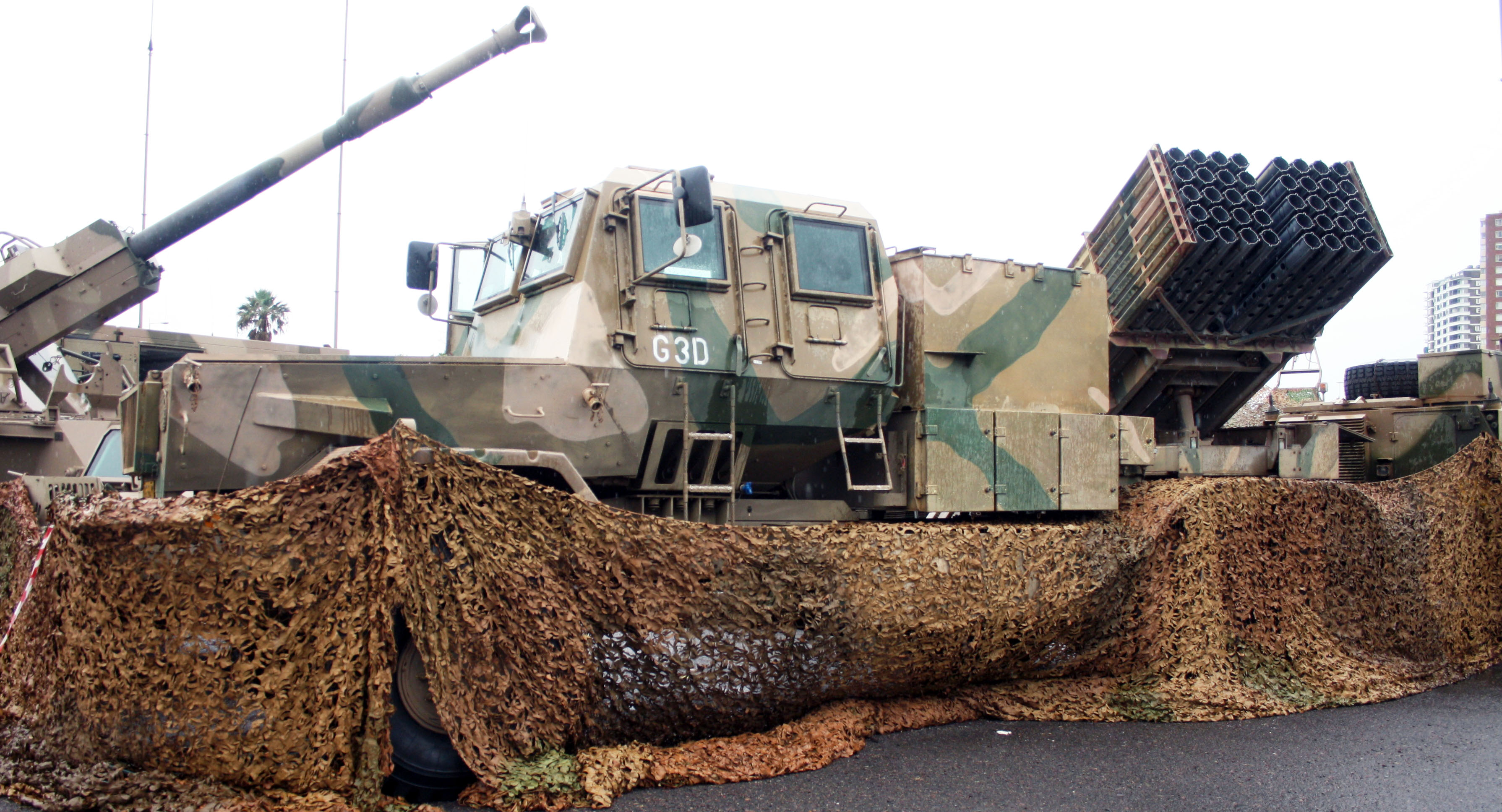
Bateleur auf Basis eines Samil-LKW

Der 24-rohrige Valkirii wurde auf das Fahrgestell eines handelsüblichen 4-t-Unimog-LKW montiert. Das Abfeuern der Raketen erfolgt über die Seitenflächen des Fahrzeugs. Dabei wird die Feueranlage durch einen Baldachin verdeckt. Dies erschwert die Luftaufklärung einer Valkirii-Stellung, da die Fahrzeuge aus der Luft gesehen als normale LKW erscheinen. Ein 40-rohriger Werfer auf einem 6-t-Fahrzeug trägt die Bezeichnung Bateleur.

## Die Rakete
Die südafrikanischen Entwickler legten bei der Konstruktion der Rakete Wert auf einen möglichst großflächigen Wirkungsbereich. Jeder hochexplosive Gefechtskopf enthält 8500 Stahlkugeln und ist für den Einsatz gegen weiche und halbharte Ziele vorgesehen. Eine Rakete hat einen Wirkbereich von 1500 m². Die Rakete selbst ist eine flossenstabilisierte Feststoffrakete. Die mögliche Schussentfernung liegt zwischen 8 und 22 km. In Vorbereitung ist eine reichweitengesteigerte Rakete (35 km) mit verbessertem Gefechtskopf (10.000 Splitter).

## Technische Daten
- Kaliber: 127 mm
- Gewicht des Werfers: 6400 kg
- Länge der Rakete: 2,68 m
- Gewicht der Rakete: 53,5 kg
- Sprengkopf: 18 kg, hochexplosiv, Splitter
- Fluggeschwindigkeit der Rakete: 250 m/s
- max. Reichweite: 22.700 m